# Andreas Listov
Andreas Laurits Carl Listov (født 20. februar 1817 i København, død 14. februar 1889 i Dalby) var en dansk præst, forfatter og politiker.
Listov var søn af overlærer ved Holmens Sogneskole Manasse Listov (død 1868) og Ane Elisabeth Listov. Han dimitterede i 1833 fra det von Westenske Institut, og i 1839 tog han teologisk attestats. Derefter var han i nogle år lærer ved von Westens Skole og Waisenhuset, men i 1845 rejste han til Rom for at være huslærer i kammerherreinde Paulsens, Thorvaldsens datters, hus. Da han havde tilbragt 2 år i den stilling, foretog han med offentlig understøttelse en 6 måneders rejse gennem Italien og Tyskland.
I 1851 blev han udnævnt til residerende kapellan ved Vor Frue Kirke i Aalborg og siden sognepræst for Sønder Tranders Kirke. I 1858 blev han forflyttet til Næstved som sognepræst ved St. Mortens Kirke og St. Peders Kirke, og endelig i 1872 flyttede han til Dalby og Tureby sogne, i Sjællands Stift.
Han blev valgt til medlem af Rigsrådets Landsting for 3. kreds (Sorø og Præstø Amter) 29. marts 1864. 17. april 1883 blev han Ridder af Dannebrog.
Han var gift to gange: Første gang i 1851 med Frantzine Christiane Mathilde født Howitz (død 1852), søster til lægen F.J.A.C. Howitz, og anden gang i 1854 med Ane Frederikke Louise født von Conradt-Eberlin, datter af højesteretsassessor P.J.A. von Conradt-Ebelin og J.V. født von den Recke.